# 小松原町 (大阪市)
小松原町（こまつばらちょう）は、大阪府大阪市北区にある町名。

## 概要
大阪市北区の中央部に位置。北から西は都島通を挟んで角田町、南は扇町通を挟んで曾根崎、東は新御堂筋を挟んで堂山町に接する。
地内の中央を阪急東通商店街が東西に通り、梅田の代表的な繁華街となっている。都島通はJR大阪駅や阪神大阪梅田駅方面につながる通りで、ドン・キホーテ梅田本店やラウンドワン梅田店などがあり、交通量も多い。
1973年から1981年まで大阪で最も地価が高い場所だった。

### 地名の由来
綱敷天神社によると、地名の由来は不明であるが、綱敷天神社の由緒にある七本松や大将軍の森などに見られる松林から名付けられたとされる説がある。

## 学区
市立小・中学校に通う場合、学区は以下の通りとなる。北区内の全ての市立中学校と、大阪市内の小中一貫校が対象で学校選択が可能（抽選を実施）。
| 番・番地等 | 小学校             | 中学校             |
| ---------- | ------------------ | ------------------ |
| 全域       | 大阪市立扇町小学校 | 大阪市立天満中学校 |

## 事業所
2016年（平成28年）現在の経済センサス調査による事業所数と従業員数は以下の通りである。
| 町丁     | 事業所数  | 従業員数 |
| -------- | --------- | -------- |
| 小松原町 | 172事業所 | 5,433人  |

## 施設
- 大阪富国生命ビル
  - テラプロジェクト
  - 京都造形芸術大学大阪サテライトキャンパス
  - 立命館大学大阪梅田キャンパス
- ホワイティうめだ
  - 北海道食彩スクエア きたれしぴ
- 阪急東通商店街
- 阪急東中央商店街
- ドン・キホーテ梅田本店

## 交通

### 鉄道
- 地下鉄谷町線「東梅田駅」と地下鉄御堂筋線「梅田駅」が最寄り駅。

### 道路
国道
- 国道423号（新御堂筋）

主要地方道
- 大阪市道大阪環状線（扇町通）
- 大阪市道大阪環状線（都島通）

## その他

### 日本郵便
- 〒530-0018[2]（集配局：大阪北郵便局[7]）